# Kol Israel
Kol Israel (« La voix d'Israël », en hébreu : קול ישראל) est le service public de radio-diffusion d'Israël, aussi bien nationale qu'internationale.

## Histoire

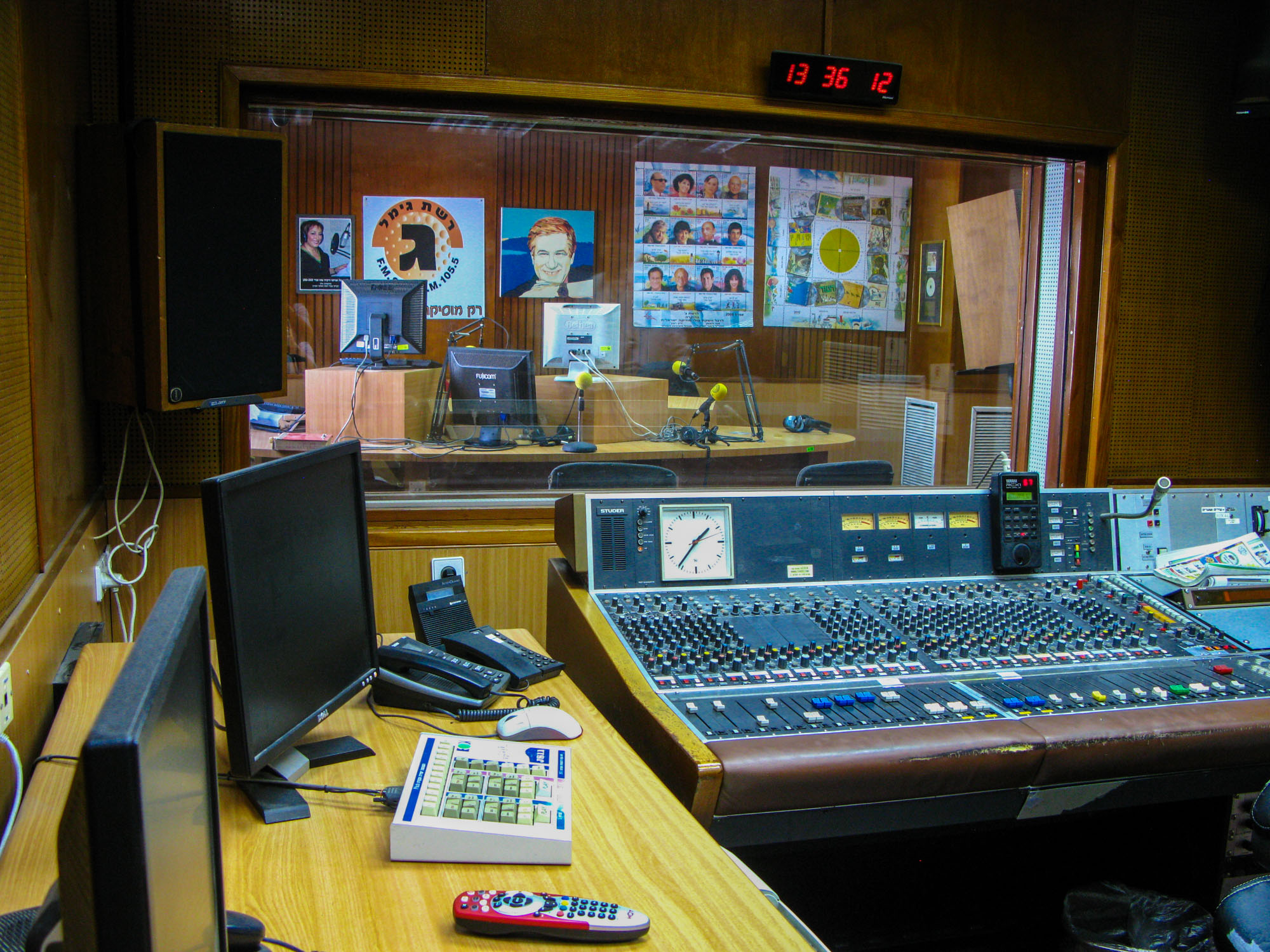

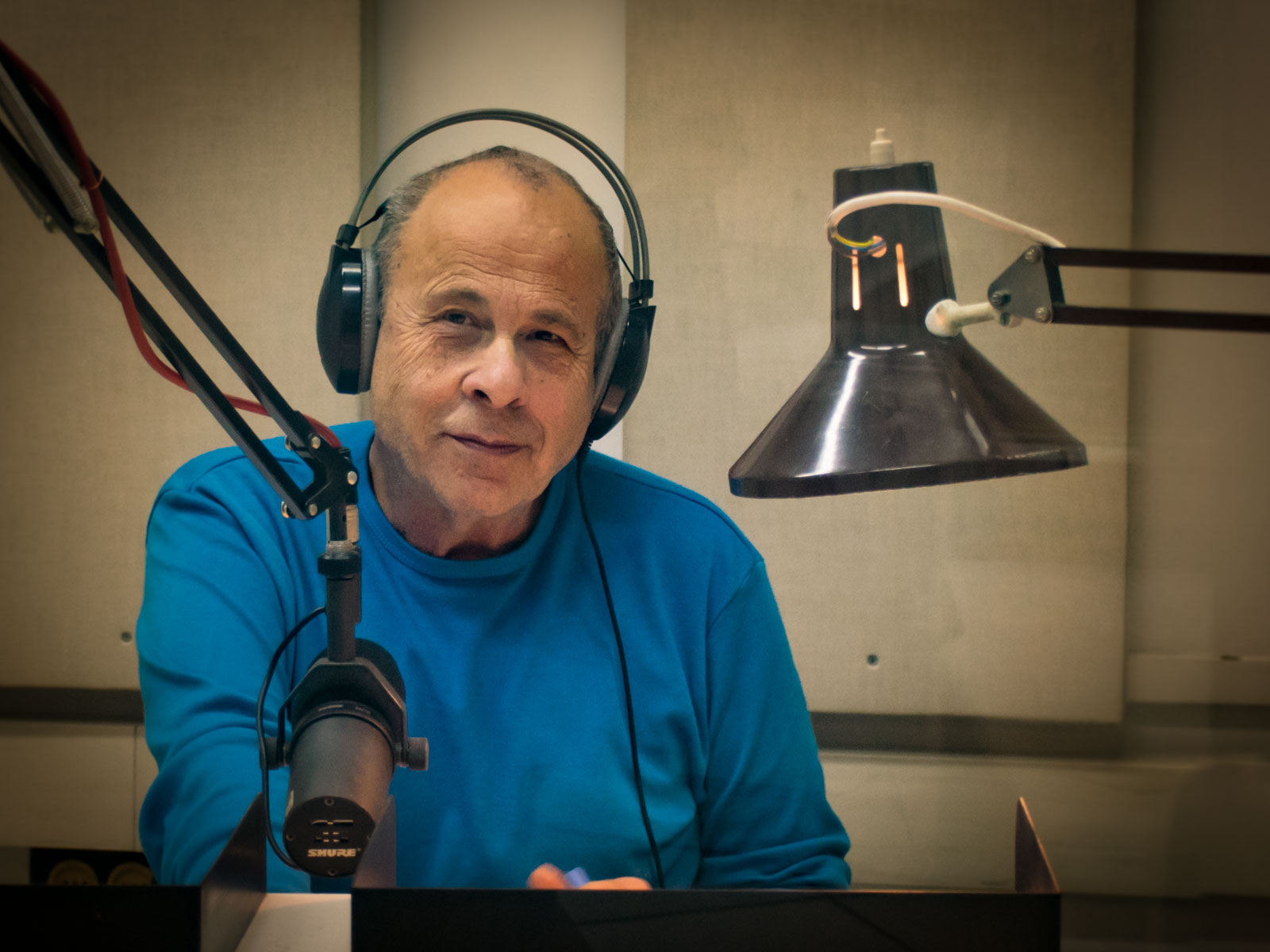
Kobi Barkai, commentateur de football.

Kol Israel a débuté comme un service national de radio, cependant elle fut inaugurée avant l'indépendance d'Israël le 14 mai 1948. Elle était un département du ministère de l'Intérieur, responsable de la radio-diffusion nationale et internationale. Puis, le service passa sous l'autorité du Bureau des postes et des télégraphes et enfin directement sous celle du bureau du Premier ministre.
La première retransmission de Kol Israel fut la diffusion en direct de Tel Aviv, de la lecture par David Ben Gourion de la Déclaration d'indépendance.
La station hérita des locaux de l'ancienne Palestine Broadcasting Service qui avait été créé comme radio officielle sous la Palestine mandataire en 1936. Le personnel de Kol Israel était constitué d'une part de l'ancienne équipe de la PBS, et d'autre part d'un nouveau personnel issu des radios clandestines dirigées par la Haganah.
Kol Israel fut pionnière dans l'utilisation de la bande FM. Dans ses premières années, des stations opéraient depuis Jérusalem, Tel Aviv et Haïfa. La PBS avait un radio-transmetteur à Ramallah, mais il fut perdu pour Kol Israel lorsque Ramallah passa en secteur arabe sous l'autorité du gouvernement jordanien.
En mars 1950, la radio-diffusion internationale débuta sous le nom de Kol Zion la-golah (« La voix de Sion à la Diaspora »). La diffusion était produite à Kol Israel par l'Organisation sioniste mondiale, en coopération avec l'Agence juive. En 1958, le service international fusionna avec la branche nationale, les deux services opérant alors sous le même nom de Kol Israel.
En 1965, l'Autorité israélienne de radio-télévision, une entité publique indépendante, fut créée et reprit la responsabilité de Kol Yisrael au Bureau du Premier ministre. En 1973, cette autorité adopta le nom de Shidurei Israel (Radio-télévision d'Israël) pour les services de radio-télévision nationale. Le nom de Kol Israel renaît en 1979 pour la radio nationale et internationale.
Une ancienne station, nommée Kol Israel a brièvement émis, créé par la Haganah en 1940 sur la bande des 42 mètres. Cependant, la station fut rapidement rebaptisée quand la Haganah décida que ce nom de Kol Yisrael devait être réservé pour une utilisation après l'indépendance.
Le 10 mai 2017, en raison d'une réforme de l'audiovisuel israélien, la radio nationale Kol Israel et la première de télévision israélienne cesse brutalement d'émettre en direct. Un nouveau diffuseur est prévu à partir du 15 mai. Le 12 mai, la Knesset vote la suppression du département d’information du nouveau radiodiffuseur public et la mise en place d’un autre département d’information distinct, mettant ainsi fin à une démarche commencée il y a plusieurs années pour démanteler l’Autorité de radiodiffusion d’Israël (IBA - Israel Broadcasting Authority) au profit d'une Corporation de radiodiffusion réduite, cela à l'initiative du Premier ministre Benyamin Netanyahou.

## Différentes radios deKol Israel
- La branche internationale de Kol Israel diffuse en langue anglaise, française, perse, bukhori, espagnole et russe. L'intégralité du programme de Reshet Beit est aussi diffusée en ondes courtes 24h/24 pour les personnes à l'étranger de langue hébraïque ou la comprenant. La plus grande partie des programmes de Reka' est aussi diffusée à l'international. Les émissions sur ondes courtes ont été supprimées le 1er avril 2008 à l'exception de celles en farsi pour lesquelles un budget a été débloqué.

- Reshet Alef (« Réseau A ») aussi connu comme Kol Yisrael – débats et programmes culturels, plus des informations en anglais à 7 h et à 17 h UTC
- Reshet Beit (« Réseau B ») – radio grand public
- Reshet Gimel (« Réseau C ») – radio destinée à la promotion de la musique israélienne
- Reshet Dalet (« Réseau D ») – radio en langue arabe
- REQA (Radio de l'intégration et de l'immigration) – radio pour les immigrants en Israël. Diffusion en 13 langues (principalement en russe). Initialement connue sous le nom de Kol Zion la'golah (« La voix d'Israël à l'étranger ») et Reshet Hey (« Réseau E »)
- 88 FM – musique pop internationale
- Kol ha-musika (« Le son de la musique ») – musique classique européenne
- Reshet Moreshet (« Le réseau de l'héritage ») – radio religieuse

La plupart des stations de Kol Israel sont aussi disponibles en streaming sur Internet.

## Anciennes émissions dans d’autres langues
Après la Seconde Guerre mondiale, du fait de l’immigration massive de multiples régions, la radio a diffusé des émissions dans les langues des pays d’origine, dont le hongrois,.

## Présentateurs et animateurs connus

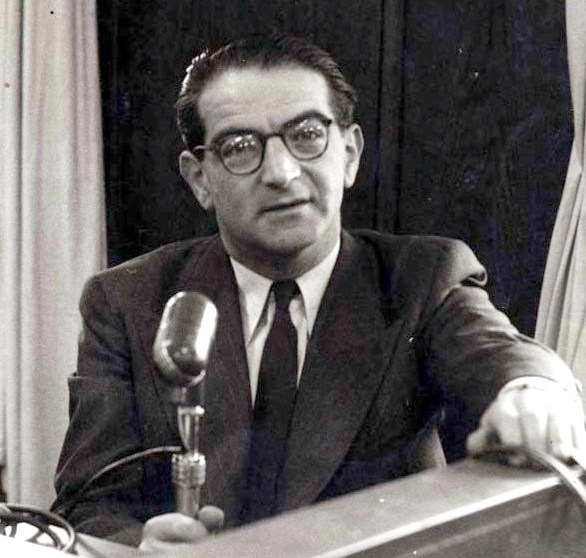
Rudolf Kastner, ancien animateur.

- Rudolf Kastner, dans les années 1940-1950, pour les émissions en hongrois[5],[4] ;